# 2009 en Inde
Chronologie de l'Inde
- 2005
- 2006
- 2007
- 2008
- 2009
- 2010
- 2011
- 2012
- 2013

Cette page concerne les évènements survenus en 2009 en Inde  :

## Chronologie

### Janvier 2009

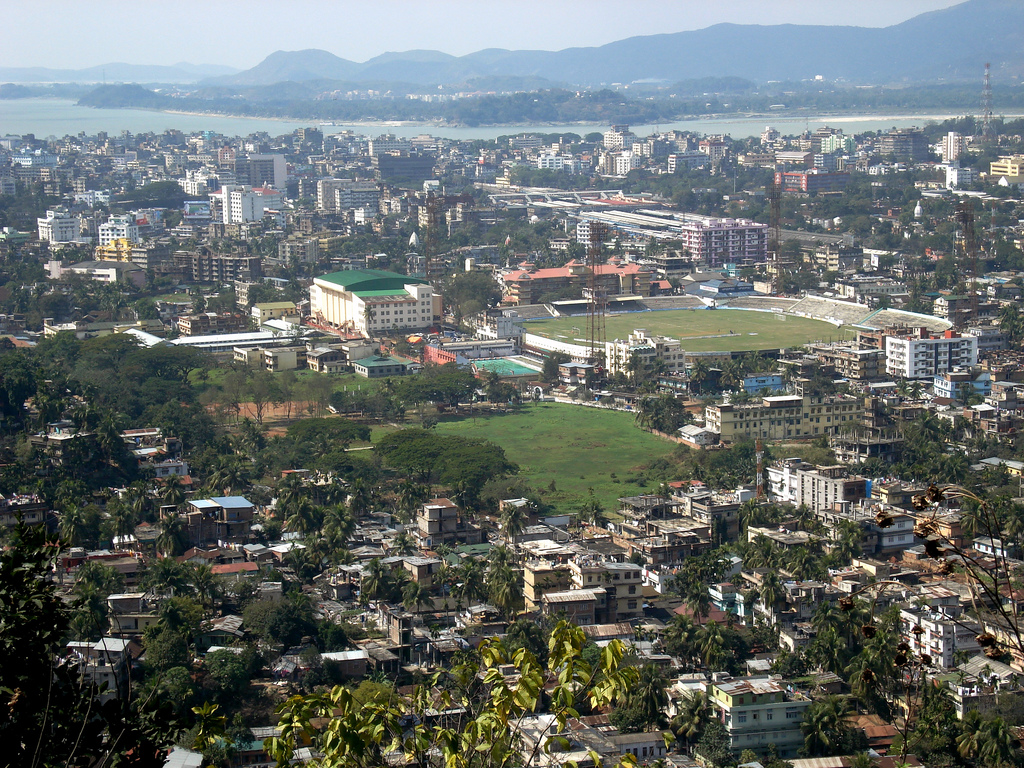
Guwahati city

- Jeudi 1er janvier 2009 : Trois explosions ont lieu à Guwahati (Assam, nord-est) causant la mort de 5 personnes et en blessant 50 autres. Les engins explosifs étaient de fabrication artisanale et la police soupçonne la guérilla du Front uni de libération de l'Assam (ULFA). En vingt ans, plus de dix mille personnes ont trouvé la mort dans des attentats déclenchés par ce mouvement.
- Lundi 5 janvier 2009 : Le ministère des Affaires étrangères annonce avoir communiqué au gouvernement pakistanais des preuves liant les attentats de Mumbai (ex-Bombay) à des militants pakistanais accusés d'avoir conduit les attentats qui ont fait 171 morts. Le dossier comprend des extraits des interrogatoires du seul survivant parmi les assaillants, des conversations interceptées entre les terroristes et leurs commanditaires supposés au Pakistan, des armes abandonnées, et des téléphones par satellite.

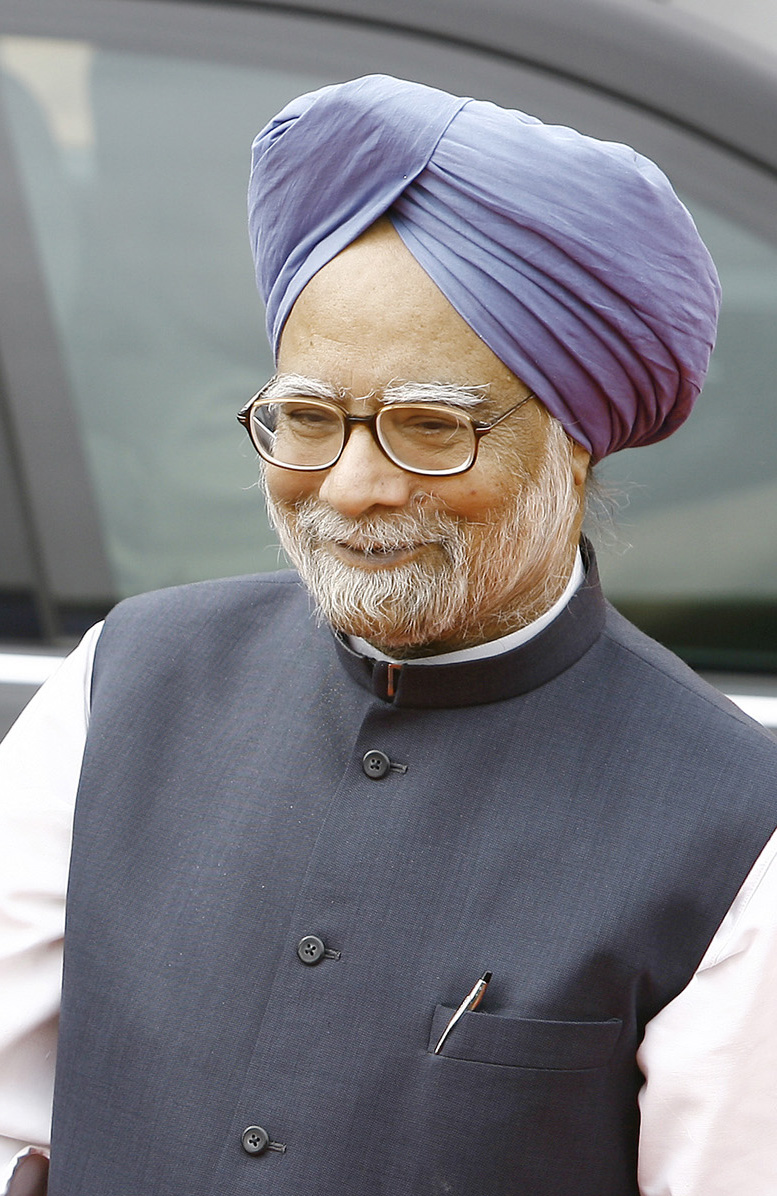
Manmohan Singh
(mai 2007)

- Mardi 6 janvier 2009 : Le premier ministre Manmohan Singh (76 ans) accuse des « agences officielles » pakistanaises d'avoir « soutenu » les attentats islamistes de Mumbai et fustige le gouvernement pakistanais pour utiliser le « terrorisme comme un instrument de sa politique d'État », répétant que ce pays a dans le passé « encouragé et donné un sanctuaire » à des militants hostiles à l'Inde.
- Mercredi 7 janvier 2009 : 
  - Le journal indien anglophone The Hindu met en ligne sur son site internet[1] les 69 pages du dossier, transmis lundi par le gouvernement indien au Pakistan, prouvant que des « éléments » pakistanais sont liés aux « terroristes » de Bombay. Selon un chapitre de ce document, six « contrôleurs/instructeurs basés au Pakistan » étaient en contact téléphonique permanent avec les assaillants des hôtels de luxe pris d'assaut[2].
  - Le fondateur et président du quatrième groupe informatique indien, Satyam, admet une escroquerie de plus d'un milliard de dollars dans ses comptes. B. Ramalinga Raju a révélé avoir falsifié les bilans de la société basée à Hyderabad en faisant gonfler artificiellement les bénéfices sur plusieurs exercices afin de détourner des sommes importantes. Il a été mis en détention provisoire et encourt plusieurs années de prison.
- Mercredi 7 janvier 2009 : Par sécurité, les éléphants couverts de bijoux qui participent chaque 26 janvier au défilé militaire de la fête nationale de l'Inde seront interdits cette année, par crainte qu'un animal en colère ne provoque un accident, car ils « ont eu tendance à être légèrement déchaînés » lors des derniers défilés, menaçant la sécurité des enfants et du public massés le long du parcours. À la suite du défilé militaire, sur la majestueuse avenue Rajpath, au cœur de New Delhi, défilent usuellement des chars fleuris aux couleurs des 28 États fédérés de l'Union indienne et des animaux comme des éléphants, des chevaux ou des dromadaires.
- Lundi 19 janvier 2009 : Selon l'agence officielle Press Trust of India, un nouveau foyer de grippe aviaire est confirmé dans l'État du Sikkim, un petit territoire situé entre le Népal et le Bhoutan. Plusieurs milliers d'oiseaux vont être abattus et les zones désinfectées par des « équipes fédérales ». Il s'agit de la cinquième épidémie due au virus H5N1 dans l'est de l'Inde, dont quatre dans le seul grand État du Bengale occidental, au sud du Sikkim.
- Mardi 20 janvier 2009 : 
  - L'armée indienne a testé la version terrestre de son missile de croisière supersonique BrahMos, développé conjointement avec la Russie. D'une longueur de 8 mètres, le missile BrahMos a une portée de 290 km et peut transporter une charge conventionnelle de 300 kg. Il peut être lancé de la terre, d'un navire, d'un sous-marin ou d'un avion.
  - Le premier ministre Manmohan Singh (76 ans), rentre pour deux jours dans un grand hôpital de New Delhi pour subir des examens médicaux « complets » à la suite de problèmes cardiaques. L'angiographie a révélé que certaines artères sont obstruées, une intervention chirurgicale est envisagée.
- Vendredi 23 janvier 2009 : La Direction générale du commerce extérieur interdit pour six mois les importations de jouets chinois, une décision qui semble destinée à protéger les industriels indiens de la concurrence des jouets bon marché avec de nombreuses violations des règles élémentaires de sécurité des consommateurs — peintures au plomb toxiques ou défauts de conception. Selon l'association des fabricants indiens de jouets, les produits chinois représentent la moitié des jouets vendus en Inde, un marché qui était estimé à plus de 25 milliards de roupies (500 millions de dollars) en 2007.
- Samedi 24 janvier 2009 : Le premier ministre Manmohan Singh est opéré pour un pontage coronarien, une opération présentée comme routinière.

### Février 2009
- Lundi 2 février 2009 : L'Inde signe avec l'Agence internationale de l'énergie atomique (AIEA), un accord de garanties prévoyant l'inspection de ses installations nucléaires, et s'engageant désormais à faire inspecter régulièrement 14 de ses 22 réacteurs civils déclarés d'ici à 2014. Jusqu'à présent, l'Inde n'autorisait l'accès des inspecteurs de l'AIEA qu'à six de ses réacteurs nucléaires, selon les accords conclus entre 1971 et 1994. Cet accord devrait permettre de vérifier que l'Inde ne cherche pas à se doter secrètement d'armes atomiques, ce qui était une condition préalable pour permettre à l'Inde d'acheter des matériaux nucléaires dans le monde entier même sans avoir signé le traité sur la non-prolifération des armes nucléaires (TNP).
- Mardi 3 février 2009 : Selon le secrétaire au Commerce, l'Inde a perdu un million de postes de travail depuis août 2008 et un demi million d'autres vont être détruits, alors que la Fédération des organisations d'exportateurs indiens (FIEO) avait été beaucoup plus alarmiste en janvier en prévoyant au moins la perte rapide de dix millions d'emplois dans les secteurs exportateurs.
- Mercredi 4 février 2009 : Le groupe nucléaire français Areva signe un protocole d'accord avec l'électricien public Nuclear Power Corporation of India (NPCIL) pour la construction de six réacteurs nucléaires de 3e génération (EPR) en Inde. Selon le quotidien La Tribune, le protocole d'accord porterait dès 2009 sur la construction de deux EPR, d'une capacité de 1 650 Mégawatts chacun, pour une mise en service vers 2017.
- Vendredi 6 février 2009 : le secrétaire aux Affaires étrangères, Shiv Shankar Menon, dans un discours prononcé à Paris à l'Institut français des relations internationales, accuse directement les services secrets pakistanais d'être derrière les attentats islamistes de Mumbai de fin novembre 2008. New Delhi, Washington et Londres imputent ce carnage (174 tués, dont 26 étrangers et neuf des dix assaillants) au Lashkar-e-Taïba (LeT), un groupe islamiste armé clandestin pakistanais actif au Cachemire.
- Lundi 9 février 2009 : la croissance économique devrait enregistrer un taux de 7,1 % pour l'année budgétaire s'achevant fin mars, contre 9 % l'an passé, soit la plus mauvaise performance depuis 2003 pour la 10e puissance économique mondiale.
- Mercredi 11 février 2009 : 
  - Ouverture du 7e Aero India sur la base militaire de Bangalore (Karnataka) où se réunissent les géants mondiaux de l'aéronautique militaire, en pleine crise économique mondiale et dans un contexte de tensions avec le Pakistan. Pendant 5 jours ce salon biennal rassemble 600 exposants de l'armement et de l'aéronautique de défense de 25 pays. L'Inde, équipée à 70 % de matériel russe, est le premier marché d'armements des pays émergents, avec 50 milliards de dollars de contrats potentiels d'ici à 2018 pour moderniser la quatrième armée du monde en termes d'effectifs. Son budget de la défense représente 2,5 % du PIB et le pays a acheté pour 28 milliards de dollars d'équipements depuis l'an 2000.
  - La maison d'enchères Antiquorum Auctioneers de New York annonce dans un communiqué la mise en vente, en mars, des lunettes rondes, des sandales en cuir et de la montre à gousset du Mahatma Gandhi. Selon le catalogue de la vente, les lunettes rondes que porte le père de l'indépendance indienne sur toutes les photos avaient été offertes à un colonel qui lui demandait des conseils pour être inspiré. « Gandhi lui donna ses lunettes en disant qu'elles étaient les "yeux" qui lui avaient donné une vision de l'Inde libre ». Les sandales à simple lanière de cuir avaient été données à un officier britannique en 1931, après qu'il eut fait une photo de Gandhi. La montre à gousset de marque Zenith, qui date de 1910-1915, avait été offerte par Gandhi à sa grand-nièce Abha Gandhi, qui avait été son assistante pendant six ans. Gandhi est décédé dans ses bras lors de son assassinat en 1948. L'apôtre de la non-violence était connu pour sa ponctualité et avait déclaré juste avant de mourir : « Je déteste être en retard pour les prières, même d'une seule minute »[3].
- Vendredi 13 février 2009 : Au moins 3 personnes ont été tuées et cent ont été blessées, après le déraillement à Jajpur situé à 100 km environ de Bhubaneswar capitale de l'État d'Orissa, de douze wagons du train express Coromandel effectuant la liaison entre Kolkata (Bengale Occidental) et Madras (Tamil Nadu).
- Samedi 14 février 2009 : Comme chaque année, à l'occasion de la Saint-Valentin, des militants de groupes extrémistes hindous s'en prennent à des couples d'amoureux ouvertement romantiques et leur coupent les cheveux. Ils s'en prennent aussi aux magasins vendant des cartes de la Saint-Valentin. Ces actions de protestations de groupes, qui affirment défendre les valeurs traditionnelles indiennes, se reproduisent chaque année.

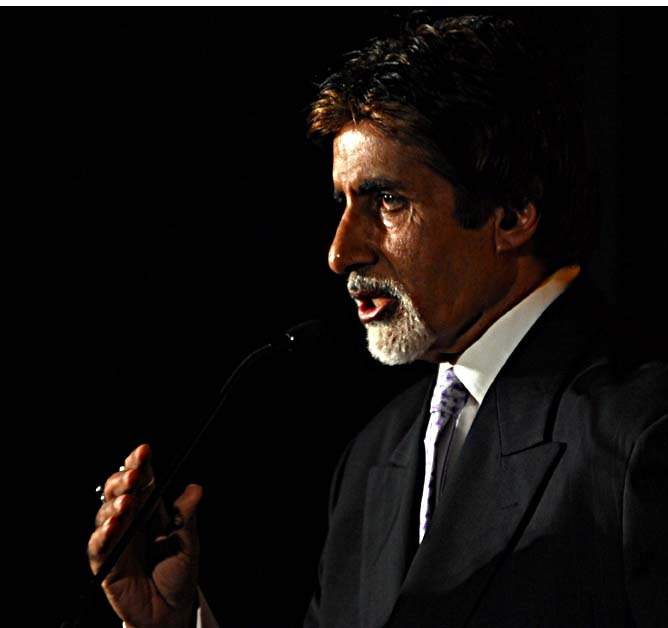
Amitabh Bachchan
(avril 2006)

- Vendredi 20 février 2009 : Le film Slumdog Millionaire, qui triomphe en Occident n'attire pas les foules en Inde et exaspère un pays qui déteste les projecteurs braqués sur son immense pauvreté — 455 millions d'habitants survivent chacun avec moins de 1,25 dollar par jour. Le réalisateur K. Hariharan estime que : « Slumdog Millionaire devrait être considéré comme l'un des plus gros fantasmes gratuits imaginés sur l'Inde au XXIe siècle […] Pour la majorité des spectateurs occidentaux écrasés sous le poids de la crise économique mondiale, ce conte de fée sur la face la plus sordide de l'Inde devrait certainement servir de catharsis orgiaque ». La superstar de Bollywood, Amitabh Bachchan, dénonce un film révélant la « face sombre » de cette « Inde qui brille » : misère, violence, mafia, drogue ou corruption.
- Mercredi 25 février 2009 : l'unique tireur rescapé des attentats de Mumbai en novembre, Mohammed Ajmal Kasab, un Pakistanais de 21 ans, a été inculpé d'homicide et de guerre contre l'Inde ce qui marque le début d'une procédure juridique qui pourrait conduire à son exécution. Neuf autres assaillants ont été tués lors des trois jours d'attaques et de siège qui ont fait 164 morts dans des hôtels de luxe, un centre juif et plusieurs autres sites de la ville. L'Inde décllare que les dix tireurs des attentats de novembre étaient des Pakistanais et accuse les militants du Lashkar-e-Taiba- un groupe islamiste soupçonné d'avoir été créé par le renseignement pakistanais dans les années 1980 pour combattre l'Inde dans la région himalayenne du Cachemire que se disputent les deux pays.
- Jeudi 26 février 2009 : le constructeur automobile Tata Motors annonce le prochain lancement à Mumbai de sa voiture la moins chère du monde, la Nano, dévoilée en janvier 2008 à New Delhi. Baptisée « voiture du peuple », elle sera vendue au prix de 100 000 roupies (2 000 dollars). Tirée par un moteur de 624 cm3, soit la cylindrée d'une moto, elle n'a ni climatisation, ni fenêtres électriques, ni direction assistée dans sa version de base.

### Mars 2009
- Dimanche 8 mars 2009 : le patron d'Interpol, Ronald Noble, annonce que le Pakistan a accepté de fournir à l'organisation internationale de coopération policière des empreintes ADN, ainsi que d'autres informations relatives aux suspects des attentats de Mumbai, en Inde. Ces empreintes seront confrontées à la banque mondiale de données ADN, qui comprend 83 000 empreintes.
- Mardi 17 mars 2009 : 
  - Le groupe sidérurgique ArcelorMittal, n°1 mondial de l'acier, annonce une prochaine augmentation de capital d'un montant de 5 milliards d'euros, afin de réduire sa dette qui s'est alourdie. Le groupe est affaibli par la crise des secteurs de l'automobile et de la construction, ses principaux clients.
  - Varun Gandhi, le petit-fils de l'ancienne première ministre Indira Gandhi, risque d'être poursuivi en justice pour s'en être violemment pris à la minorité musulmane, un mois avant les élections législatives.
- Samedi 21 mars 2009 : les troupes pakistanaises et indiennes ont échangé des tirs dans la région himalayenne du Cachemire, secteur de Pando près de Chakothi. Les deux pays se sont accusés mutuellement d'avoir ouvert le feu en premier. Les relations entre les deux pays se sont tendues depuis les attaques de novembre 2008 à Mumbai. Cet incident a interrompu cinq mois de calme relatif sur la ligne de contrôle, une frontière de facto, hautement militarisée, qui sépare les secteurs pakistanais et indien du Cachemire.
- Lundi 23 mars 2009 : 
  - Le groupe automobile Tata lance la « Nano » considérée comme la voiture la moins chère du monde, pour un prix de 1 500 euros dans sa version de base. À terme, le constructeur espère en écouler au moins 250 000 par an aux classes moyennes.
  - Début du procès du Pakistanais Ajmal Amir Kasab, présenté comme le seul assaillant survivant du groupe d'activistes à l'origine des attaques qui ont fait 179 morts en novembre dernier à Mumbai. Il est accusé d'« actes de guerre » contre l'Inde et encourt la pendaison s'il est reconnu coupable.
- Samedi 28 mars 2009 : Varun Gandhi, petit-fils de l'ex-premier ministre Indira Gandhi a été arrêté et placé en détention dans l'État d'Uttar Pradesh. Il est au centre d'une polémique après un véhément discours antimusulman dans le cadre de la campagne des législatives d'avril-mai, pour lesquelles il est candidat à la députation du parti nationaliste hindou (Bharatiya Janata Party, BJP ou Parti du peuple indien)[4].
- Dimanche 29 mars 2009 : L'armée indienne annonce avoir testé avec succès un missile de croisière « BrahMos » développé conjointement avec la Russie. Le missile a été tiré depuis le centre d'essais de Pokharan, dans le désert de l'état du Rajasthan, près de la frontière avec le Pakistan. Le BrahMos, long de huit mètres et qui pèse environ trois tonnes, est conçu pour transporter une charge conventionnelle. Sa portée est de 290 kilomètres. Il peut être tiré depuis le sol, depuis un avion, depuis un navire ou depuis un sous-marin.

### Avril 2009
- Lundi 6 avril 2009 : 8 personnes ont été tuées et 60 autres ont été blessées dans une série d'attentats à la bombe dans l'état de l'Assam, à la veille de la visite du premier ministre Manmohan Singh et du 30e anniversaire de la création du Front de libération de l'Asom (ULFA), en lutte armée depuis 1979 pour l'indépendance de l'Assam. En octobre 2008, plusieurs attentats coordonnés avaient fait 80 morts dans l'Assam et avaient été mis sur le compte de l'ULFA. Mais ce groupe avait nié toute implication et des pistes islamistes avaient alors été évoquées par les enquêteurs.
- Lundi 13 avril 2009 : L'éditeur de logiciels Tech Mahindra remporte l'offre sur Satyam, trois mois après l'éclatement du scandale de fraude comptable d'un milliard de dollars qui a provoqué la déconfiture de cet ex-fleuron indien de l'informatique, a-t-on appris lundi de source officielle. Son fondateur et président, B. Ramalinga Raju, a avoué une escroquerie de plus d'un milliard de dollars dans les comptes et a révélé avoir falsifié les bilans et fait artificiellement gonfler les bénéfices sur plusieurs exercices.
- Mercredi 15 avril 2009 : Un groupe de rebelles maoïstes tuent 2 paramilitaires déployés pour assurer la sécurité des élections législatives dans l'état du Jharkhand. Lors de la fusillade 5 rebelles ont été tués.
- Jeudi 16 avril 2009 :
  - Début des opérations de vote pour les élections législatives. Le scrutin va se dérouler sur 5 phases étalées sur un mois.
  - Un groupe de rebelles maoïstes tuent 11 personnes dont 9 paramilitaires déployés pour assurer la sécurité des élections législatives dans l'état du Jharkhand, en faisant sauter et en mitraillant un bus lors d'un guet-apens.
  - Dans le cadre de l'appel d'offres pour le remplacement de 126 avions de combat de l'armée de l'air, l'avion français Rafale de Dassault Aviation est désormais exclu du processus, « car lors des évaluations techniques, la société n'a pas rempli tous les critères requis ». La bataille de se joue maintenant entre les MiG-35 et MiG-29, le Boeing F/A-18E/F Super Hornet, le Lockheed Martin F-16, l'Eurofighter Typhoon et le Saab Gripen.
  - Près de 1 500 fermiers se sont suicidés collectivement dans l'état du Chhattisgarh, ces dernières semaines. La sécheresse et de mauvaises récoltes sont à l'origine de ce geste de désespoir de la part d'agriculteurs qui craignaient de pas pouvoir se procurer les graines nécessaires aux prochaines semences. Selon une association indienne pour l'agriculture : « Les gens qui ont prêté de l'argent aux paysans ont créé un cercle vicieux. Ils encouragent les paysans à souscrire des emprunts mais lorsque les récoltes sont mauvaises, ces derniers n'ont d'autre choix que celui de se tuer ».
- Dimanche 19 avril 2009 : La presse à scandale affirme que le père de  Rubina Ali, la fillette de 9 ans devenue une vedette du film Slumdog Millionaire, a tenté de vendre sa fille, pour 20 millions de roupies (308 000 €) pour qu'elle échappe aux bidonvilles de Mumbai et  pour« garantir l'avenir de sa fille » via une adoption[5].
- Mercredi 22 avril 2009 : Un groupe de rebelles maoïstes a pris en otage quelque 300 passagers d'un train dans l'est de l'Inde.

### Mai 2009
- Mardi 5 mai 2009 : Le groupe Tata Motors annonce avoir reçu, depuis son lancement en mars, plus de 200 000 commandes fermes et payées d'avance pour la Nano, la voiture la moins chère du monde. Les 100 000 premières voitures seront attribués aléatoirement. Avec cette voiture, le PDG du groupe Ratan Tata a affirmé vouloir offrir « un moyen de transport sûr, accessible à tous et utilisable par tous les temps », alors que de nombreux accidents mortels impliquent des deux roues dans le pays.
- Jeudi 14 mai 2009 : Des employés de la ville de Mumbai (ex-Bombay), ont rasé au bulldozer le bidonville dans lequel se trouve la baraque de la famille de l'enfant vedette du film Slumdog Millionaire, Azharuddin Mohammed Ismail.

- Samedi 16 mai 2009 :

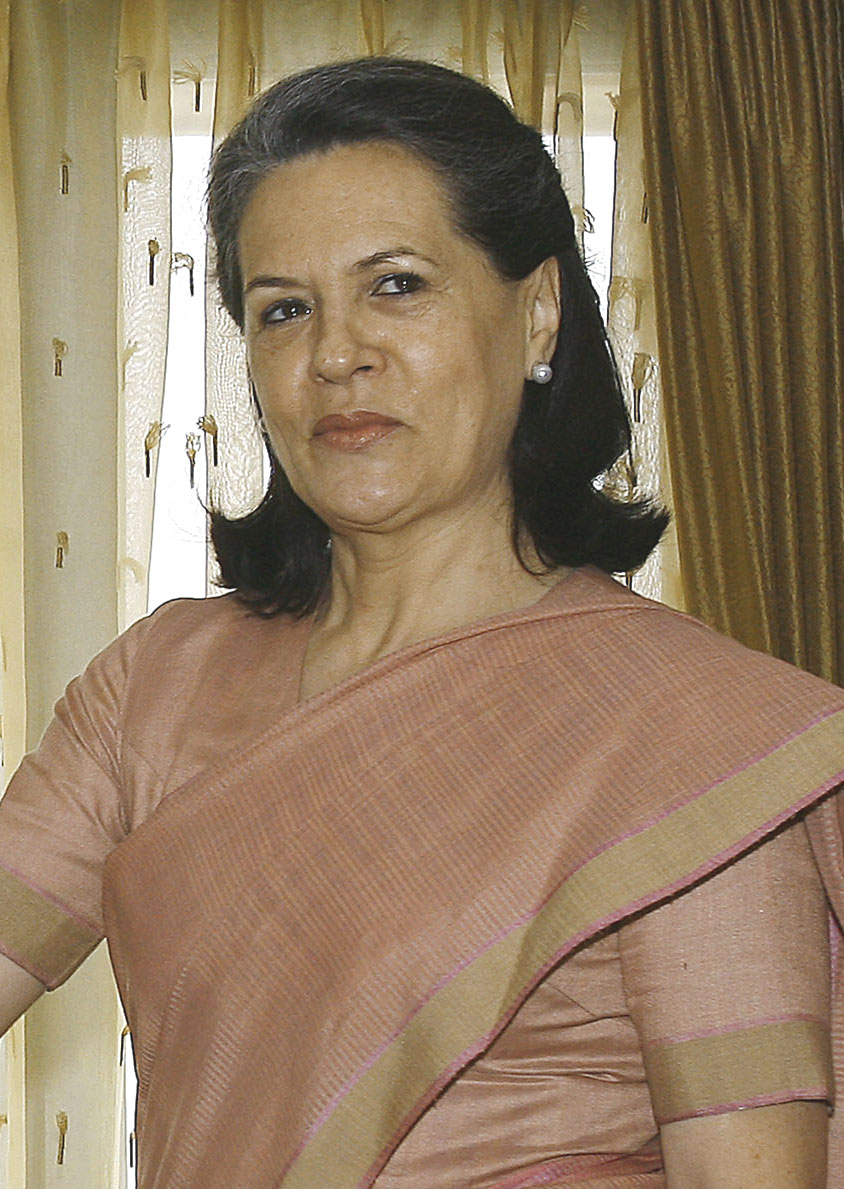
Sonia Gandhi
(mai 2007)

  - Le Parti du Congrès et ses alliés remportent les élections législatives organisées entre le 13 avril et le 16 mai. Sa présidente, Sonia Gandhi salue le « bon choix » du peuple indien alors que le premier ministre sortant Manmohan Singh appelle à l'unité. Sonia Gandhi, d'origine italienne, est la veuve de l'ancien premier ministre Rajiv Gandhi assassiné en mai 1991 et fils de l'ex-premier ministre, Indira Gandhi, également assassinée en 1984, et elle-même fille de l'un des pères de l'indépendance de l'Inde, Jawaharlal Nehru.
  - Le ministère de la Santé confirme le premier cas de grippe H1N1 à Hyderabad (Andhra Pradesh) détecté sur un homme arrivé en provenance de New York.
- Dimanche 17 mai 2009 : Sonia Gandhi appelle ses partisans à « restaurer le rôle historique du Parti du Congrès comme parti naturel de gouvernement », au lendemain de la victoire du Parti du Congrès aux élections législatives de la formation politique qui a fondé l'Inde indépendante sous l'égide de Gandhi et Nehru. Le Parti du Congrès réalise son meilleur score depuis 1991 en enlevant 206 sièges sur un total de 543 à l'Assemblée nationale (Lok Sabha).
- Lundi 25 mai 2009 : Un puissant cyclone frappe l'est de l'Inde et les côtes sud du Bangladesh faisant au moins 15 morts et 400 000 sinistrés.
- Vendredi 29 mai 2009 : La croissance de l'économie indienne a atteint 5,8 % entre janvier et mars pour s'établir à 6,7 % sur l'ensemble de l'année financière 2008-2009, soit un net ralentissement après les 9,0 % de croissance enregistrés un an plus tôt.

### Juin 2009
- Mercredi 3 juin 2009 : Élection de Meira Kumar (64 ans) à la présidence de la Chambre basse (Lok Sabha) du Parlement, première femme et intouchable dalit à ce poste. Elle succède à Somnath Chaterjee, membre de la plus haute caste du pays. Elle est diplomate de formation, élue députée à cinq reprises sous les couleurs du Parti du Congrès, et ancienne ministre de la Justice sociale. Elle est la fille de Babu Jagjivan Ram, ancien premier ministre adjoint[6].
- Mercredi 10 juin 2009,état du Jharkhand : Un attentat à la bombe au passage d'un véhicule de police dans la circonscription de West-Singhbhum cause la mort d'au moins 11 personnes et fait 6 blessés graves. Cet attentat est attribué aux rebelles maoïstes du groupe naxalite, qui exigent une meilleure répartition des terres et des emplois pour les plus pauvres. Plus de deux mille personnes ont été tuées dans ces violences au cours des dernières années.
- Vendredi 12 juin 2009, état du Cachemire : Le ministre de l'Intérieur annonce que l'armée indienne va se retirer progressivement des villes du Cachemire, un état à forte majorité musulmane, théâtre de violences depuis le déclenchement en 1989 d'une insurrection séparatiste récupérée par des groupes armés islamistes venus pour la plupart du Cachemire pakistanais et qui se battent contre « l'occupation indienne ».
- Mercredi 17 juin 2009 : Le taux d'inflation annuel des prix de gros en Inde était négatif (-1,6 %) début juin, une première depuis 33 ans, ce qui alimente les craintes de déflation. Ce chiffre se situait autour de +13 % en août dernier, mais les cours des matières premières, notamment du pétrole, se sont depuis effondrés sous l'effet de la crise économique mondiale.
- Jeudi 18 juin 2009,état du Bengale occidental : à la suite de la mort de 10 militants du Parti communiste de l'Inde-Marxiste (PCI-M) en 4 jours de violences entre les autorités marxistes de cet état, gouverné depuis 1977 par le Parti communiste de l'Inde-Marxiste (PCI-M), et des rebelles maoïstes, la police, épaulée par les forces de sécurité fédérales, a pris d'assaut le village de Lalgarh (situé à 130 km de Calcutta). Des villageois avaient aussi incendié des campements de policiers et des maisons de chefs communistes, accusant le pouvoir marxiste et sa police de s'être livrés récemment à des actes de violence. Au moins 15 des 28 états de l'Inde sont confrontés depuis 1967 à des poches de rébellions maoïstes[7].
- Vendredi 19 juin 2009, état de l'Andhra Pradesh : Mort à Anantapur de l'ex-jésuite espagnol Vicente Ferrer (89 ans), fondateur en 1969 d'une importante organisation humanitaire en Inde et considéré comme un équivalent espagnol de Mère Teresa.
- Samedi 20 juin 2009 :
  - La presse révèle que le producteur français de pneumatiques, Michelin, envisage d'ouvrir « d'ici trois ans » une usine en Inde, ce qui représente un investissement de plus d'« un milliard d'euros sur dix ans ».
  - Chhattisgarh : Au moins 11 policiers ont été tués et 10 autres blessés dans l'explosion d'une mine au passage de leur véhicule dans la soirée à 500 km de Raipur. L'attentat est attribué aux rebelles maoïstes.
- Vendredi 26 juin 2009, Cachemire : Des heurts ont eu lieu à Shopian entre la police et plusieurs centaines de personnes qui manifestaient car deux jeunes filles musulmanes de 17 et 22 ans avaient été violées et assassinées, une présomption pesant sur les forces de sécurité. Dix personnes ont été blessées, dont trois par balles. Après la découverte de leurs corps dans un cours d'eau, la police a dans un premier temps affirmé qu'elles s'étaient noyées, avant d'admettre, après autopsie, qu'elles avaient effectivement été violées . Depuis, le Cachemire indien est le théâtre de nombreuses grèves et manifestations.
- Dimanche 28 juin 2009 :
  - De nombreuses marches pour la fierté des homosexuels, lesbiennes et transsexuels se sont déroulées ce week-end à travers l'Inde, notamment à New Delhi, Bangalore (Karnataka) et Chennai (Tamil Nadu). Le ministre chargé de la Réforme législative annonce une possible dépénalisation de l'homosexualité et un possible amendement du code pénal qui mentionne actuellement que les relations entre personnes adultes du même sexe sont passibles d'une peine de 10 ans de prison et d'une amende.
  - La foudre des averses de pré-mousson a tué 35 personnes, dont huit enfants, dans les états du Bihar et de Jharkhand. Douze autres personnes blessées ont été hospitalisées.

### Juillet 2009
- Jeudi 2 juillet 2009 :
  - La Haute cour de Delhi a jugé que les rapports sexuels entre adultes consentants de même sexe ne devaient plus être considérés comme un crime en Inde. Pour la première fois, la justice indienne va à l'encontre d'une législation qui interdit l'homosexualité en la considérant comme « contre nature ». La loi punit de dix années d'emprisonnement l'homosexualité et notamment la sodomie, même si la législation est très rarement appliquée. L'article 377 du code pénal indien, qui criminalise les rapports homosexuels entre adultes consentants, constitue une « violation des droits fondamentaux », estime l'arrêt de la Haute cour[8].
  - L'économie indienne pourrait croître de plus de 7 % cette année mais ce chiffre « dépendra de la revitalisation de l'économie mondiale, et tout particulièrement de l'économie américaine ». La croissance pourrait tomber à 6,25 % si une reprise mondiale tarde à venir. Le PIB indien, estimé à 1 200 milliards de dollars, n'a crû que de 6,7 % au cours de l'exercice 2008-2009 qui s'est terminé au 31 mars, ce qui est le rythme le plus bas qu'ait connu le pays depuis 2003, mais avec un déficit budgétaire qui a atteint 6,2 % pour l'année fiscale précédente, gonflé par les mesures de protection prises par le gouvernement. Pour le ministère des finances, un retour aux 9 % qu'a connus le pays avant la crise financière et économique n'est possible qu'avec des réformes économiques profondes[9].
- Vendredi 10 juillet 2009,état du Gujarat : Au moins 122 personnes sont mortes empoisonnées depuis dimanche et 224 autres ont été hospitalisées, après avoir consommé de l'alcool frelaté distillé illégalement. Officiellement, la vente et la consommation d'alcool sont strictement interdites au Gujarat, un État gouverné par l'aile dure du parti nationaliste hindou BJP et lieu de naissance du Mahatma Gandhi. Cependant il existe de nombreuses distilleries clandestines et de l'alcool est importé clandestinement depuis les états indiens voisins. 800 personnes liées au milieu des distilleries illégales ont été interpellées[10].
- Dimanche 12 juillet 2009,état du Chhattisgarh : Au moins 30 policiers ont été tués par des rebelles maoïstes au cours de deux embuscades distinctes dans le district de Rajnandangaon (90 kilomètres de Raipur), la capitale régionale de l’état du Chhattisgarh. Les autorités de New Delhi avaient envoyé sur place quelque 600 paramilitaires pour traquer les auteurs des attaques du 26 juin.
- Lundi 13 juillet 2009, état du Maharastra : Deux bateaux ont chaviré sur la rivière Wainganga lorsque les passagers pris de panique après un gigantesque éclair se sont tous précipités du même côté du bateau. 26 femmes paysannes-ouvrières se rendant à leur travail se sont noyées. Seules quatre ont survécu ainsi que les deux membres d'équipage.
- Lundi 20 juillet 2009, Mumbai : Le seul survivant du commando islamiste pakistanais qui avait attaqué Mumbai du 26 au 29 novembre 2008 (174 tués, dont neuf des dix assaillants), Mohammad Ajmal Amir Iman (21 ans), alias "Kasab", a plaidé coupable lors de son procès, reconnaissant pour la première fois sa responsabilité dans les attentats avant de commencer à raconter comment s'étaient déroulées les attaques. Il encourt la peine de mort. Les caméras de surveillance et des témoins l'ont vu ouvrir le feu et jeter des grenades dans la gare centrale de Mumbai, tuant 52 personnes, dont des officiers de la police, et faisant 109 blessés. Début mai, il avait plaidé non coupable et rejeté les 86 chefs d'accusation le visant, dont celui d'"actes de guerre" contre l'Inde[11].

- Mardi 28 juillet 2009, état du Cachemire : Le chef du gouvernement, Omar Abdullah, démissionne après avoir été accusé d'avoir trempé dans un scandale de prostitution, bien que, selon des médias locaux, il ait été blanchi par la police fédérale. La police avait mis au jour en 2006 un système d'extorsions de fonds impliquant une quarantaine de prostituées et leurs clients, parmi lesquels des hommes politiques, hommes d'affaires, militaires ou fonctionnaires locaux[12].